# Kriegsgräberfriedhof Edewecht
Der Kriegsgräberfriedhof Edewecht ist ein Friedhof für über 400 deutsche Soldaten sowie für einige Kriegsgefangene und Zwangsarbeiter des Zweiten Weltkriegs im niedersächsischen Edewecht.

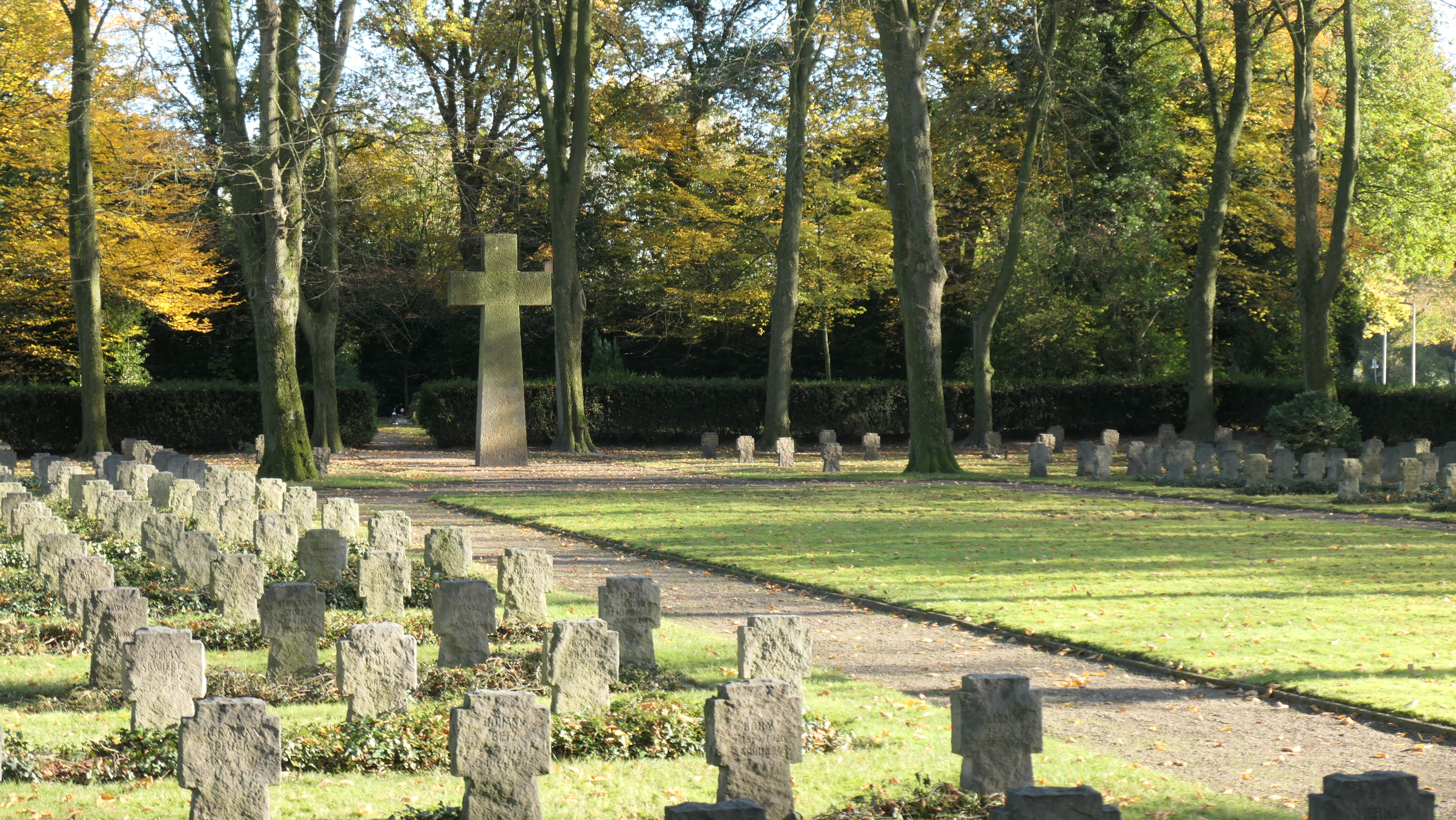
Kriegsgräberfriedhof Edewecht

## Vorgeschichte
Zwischen dem 14. April und 3. Mai 1945 verloren infolge der heftigen Kämpfe um den Brückenkopf Edewechterdamm 412 deutsche, etwa 300 alliierte Soldaten sowie 104 Zivilisten ihr Leben. Wegen der personellen und materiellen Übermacht der alliierten Streitkräfte war die deutsche Verteidigung in dieser Situation schon aus damaliger Sicht sinnlos.

## Entstehung des Friedhofes

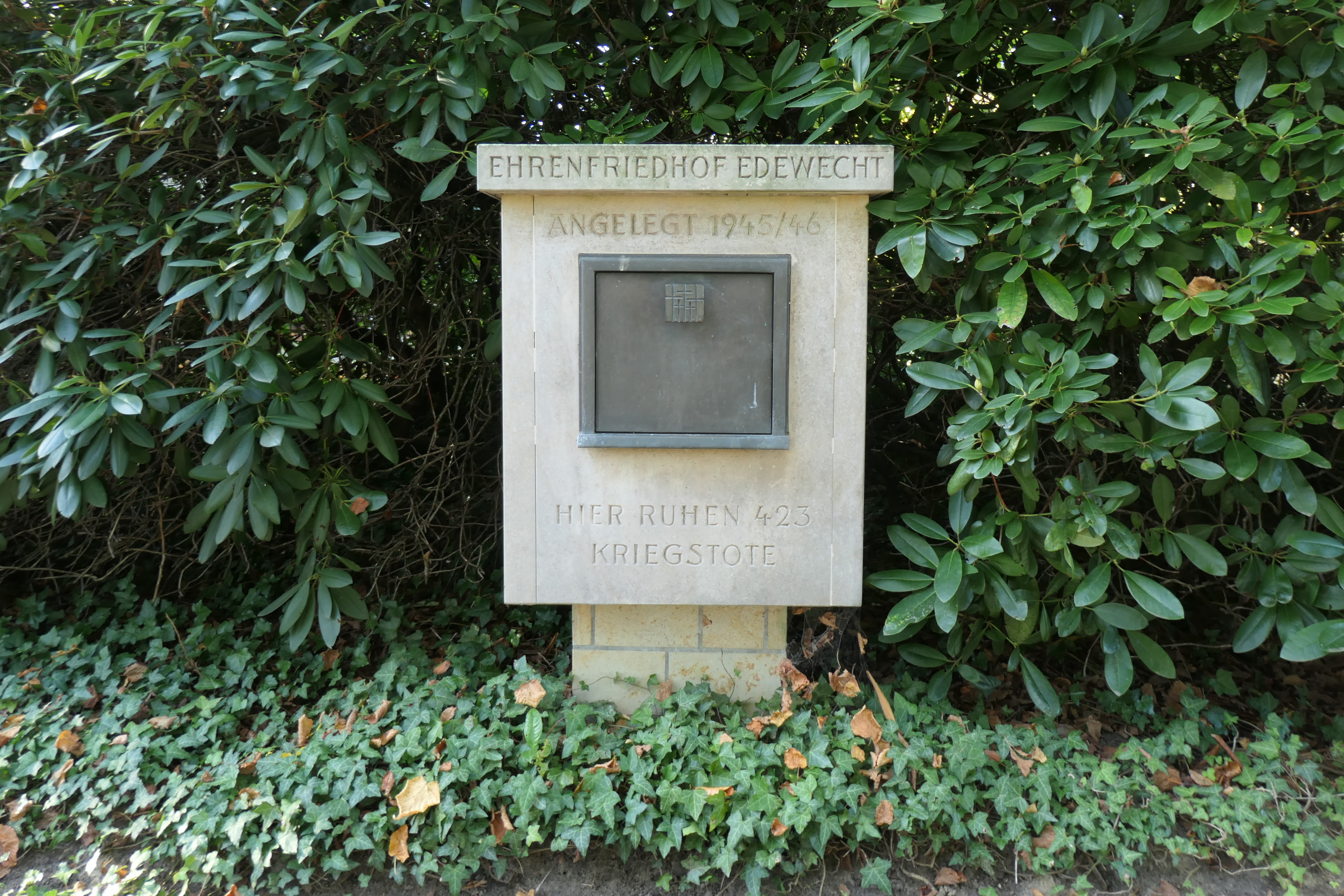
Ehrenfriedhof Edewecht

Während die Ziviltoten nach Kriegsende auf dem Edewechter Kirchenfriedhof begraben werden konnten, beschloss man im August 1945, die während der Kampfhandlungen notdürftig in Feldgräbern beigesetzten deutschen Soldaten auf einem neuen zentralen „Kriegerfriedhof“ umzubetten. Die Gestaltung des Soldatenfriedhofs erfolgte durch den Volksbund Deutsche Kriegsgräberfürsorge. Die Edewechter Anlage war die erste Kriegsgräberstätte, die der Volksbund nach dem Ende des Zweiten Weltkrieges gebaut hat.

Innerhalb eines Jahres wurden aus 251 Feldgräbern die Toten geborgen. 234 sterbliche Überreste wurden auf zwei großen Gräberfeldern des neuen Friedhofs beigesetzt, die restlichen Leichname in deren Heimat überführt. In der Folgezeit wurden auch aus den nahegelegenen Kampfgebieten von Bösel, Altenoythe, Strücklingen und Barßel Gefallene hierher umgebettet.

Die feierliche Einweihung der Edewechter Kriegsgräberstätte erfolgte am 22. Mai 1949. Heute finden sich hier 405 deutsche Soldatengräber. 90 der 400 Steinkreuze tragen die Inschrift „Unbekannter Soldat“. Erschreckend hoch ist der Anteil jugendlicher Soldaten im Alter von 16 oder 17 Jahren, die hier als unerfahrenes „letztes Aufgebot“ der Wehrmacht starben.

Die bei den Kämpfen gefallenen kanadischen Soldaten wurden 1948 auf die zentrale kanadische Kriegsgräberstätte des „Canadian War Cemetery“ im niederländischen Holten umgebettet, die britischen Toten wurden in ihre Heimat überführt.

## Umgestaltungen
1958/’59 erfolgte eine erste Umgestaltung an der Südseite, wo seitdem ein Gedenkkreuz an Tote, Vermisste und verstorbene Kriegsgefangene im Osten sowie der Zivilopfer von Flucht und Vertreibung erinnert. 1964 wurde der Eingangsbereich des Friedhofs um ein örtliches Ehrenmal ergänzt. Zentrales Bauwerk ist ein flacher Kubus, dessen Seitenflächen die Namen der 122 aus dem Ort Edewecht gefallenen Soldaten tragen. An der westlichen Begrenzungsmauer des Friedhofs wurden zudem ältere Ehrentafeln der Kriege von 1866, 1870/’71 und 1914/’18 vom abgebrochenen Kriegerdenkmal in Süd-Edewecht (urspr. Hauptstraße – Einmündung der heutigen Straße „Am Esch“) angebracht.

Die letzte Umbettung von drei Kriegstoten erfolgte 1976, deren Gebeine bei Straßenbauarbeiten gefunden wurden. Im gleichen Jahr wurde an der Nordseite des Eingangsareals auch ein kleines separates Grabfeld für 19 ausländische Kriegstote angelegt, die vom kirchlichen Friedhof hierher umgebettet wurden. Es handelt sich dabei um sieben russische Kriegsgefangene sowie 12 Zwangsarbeiter aus Polen oder den Niederlanden (Dimytro Dacko, Petro Diarzuk, Wasil Jaroschewitsch, Zygmunt Kazimierczek, Pletr Krintschenko, Johannes Lippold, Wawara Lookin, Michal Mlotkiewiecz, Genovefa Muller, Stercpan Nowaczy, Viktor Schmertin, Mikola Schopjak, Nikolai Tarazin, Anna Wotoszyn und fünf unbekannte Russen), die im Ersten und Zweiten Weltkrieg in Landwirtschaft und örtlicher Torfindustrie eingesetzt waren.